# Астраханский округ
Астраханский округ — административно-территориальная единица Нижне-Волжского края и Сталинградской области, существовавшая в 1928—1930 и 1937—1943 годах.

## Округ в 1928—1930 годах
Астраханский округ был образован в 1928 году. Центром округа был назначен город Астрахань.
По данным на 1929 год округ делился на 10 районов: Астраханский, Владимировский, Енотаевский, Зеленгинский, Икрянинский, Камызякский, Красноярский, Марфинский, Харабалинский и Черноярский.
30 июля 1930 Астраханский округ, как и большинство остальных округов СССР, был упразднён. Его районы отошли в прямое подчинение Нижне-Волжского края.

## Округ в 1937—1943 годах
Повторно Астраханский округ был образован 16 июля 1937 года для удобства управления отдалёнными районами Сталинградской области.
По данным на 1938 год делился на 8 районов: Владимировский, Володарский, Енотаевский, Икрянинский, Камызякский, Красноярский, Наримановский, Харабалинский и 1 город областного подчинения — Астрахань.
По данным переписи населения 1939 года в округе проживало 615,2 тыс. человек. В том числе русские — 78,1 %; казахи — 9,9 %; татары — 7,9 %.
27 декабря 1943 года округ и присоединенные к нему территории упразднённой Калмыцкой АССР были преобразованы в самостоятельную Астраханскую область.